# Brycon amazonicus
Brycon amazonicus és una espècie de peix de la família dels caràcids i de l'ordre dels caraciformes.

## Morfologia
- Els mascles poden assolir 46,2 cm de llargària total.[5]

## Hàbitat
Viu en zones de clima tropical.

## Distribució geogràfica
Es troba a Sud-amèrica: riu Amazones i els seus principals afluents al Brasil. També és present a les conques dels rius Essequibo i Orinoco.